# Ormyrus ibaraki
Ormyrus ibaraki is een vliesvleugelig insect uit de familie Ormyridae. De wetenschappelijke naam is voor het eerst geldig gepubliceerd in 2006 door Zerova.